# 1859年のスポーツ
- 年度別スポーツ記事一覧

## 総合競技大会
- 第1回オリンピア競技会開催

## クリケット
- イギリスのクリケット・プロ巡業チーム、初めて海外巡業としてアメリカを訪問

## 競馬

### イギリス
クラシック
- 2000ギニー - ザプロミストランド
- 1000ギニー - マヨネーズ
- エプソムダービー - ムズィード
- エプソムオークス - サマーサイド
- セントレジャーステークス - ゲームスター

その他主要レース
- アスコットゴールドカップ - フィッシャーマン
- グランドナショナル - ハーフカースト

### フランス
- ジョッケクルブ賞 - ブラックプリンス

## ボート
- オックスフォード・ケンブリッジ大学対抗レガッタ優勝：オックスフォード大学

- 7月26日 - クインシガモント湖で、アメリカ初の大学対抗レガッタ開催

## 野球
- 7月1日 - 記録に残るアメリカ最初の大学対抗野球試合が行われる

## 誕生
- 8月15日 - チャールズ・コミスキー（アメリカ、野球、+1931年）